# Cryptodesmus greeni
Cryptodesmus greeni är en mångfotingart som beskrevs av Pocock 1892. Cryptodesmus greeni ingår i släktet Cryptodesmus och familjen Cryptodesmidae. Inga underarter finns listade i Catalogue of Life.